# Patrick Maynard Stuart Blackett
Patrick Maynard Stuart Blackett (ur. 18 listopada 1897 w Londynie, zm. 13 lipca 1974 tamże) – angielski fizyk, laureat Nagrody Nobla w dziedzinie fizyki za rozwinięcie metody komory Wilsona i za dokonane przy jej użyciu odkrycia w dziedzinach fizyki jądrowej i promieniowania kosmicznego.

## Życiorys
Ukończył University of Cambridge w 1921 roku i po odbyciu służby w brytyjskiej marynarce wojennej zaczął pracować w prestiżowym Laboratorium Cavendisha, gdzie spędził dziesięć lat. W późniejszym czasie pracował m.in. w University of Manchester i w Birkback College w Londynie.
Prowadził badania nad promieniowaniem kosmicznym, które potwierdziły istnienie pozytonów; odkrył ślady anihilacji i powstania par elektron–pozyton (za co otrzymał Nagrodę Nobla w roku 1948). W badaniach tych używał udoskonalonej przez siebie komory kondensacyjnej Wilsona. W roku 1925 jako pierwszy sfotografował w komorze kondensacyjnej rozszczepienie jądra azotu wywołane za pomocą cząstki α. Był uważany za największy autorytet w dziedzinie antymaterii.
W czasie II wojny światowej Blackett był jednym z współtwórców nowej dyscypliny naukowej, znanej jako badania operacyjne („operations research”). Przy jej pomocy, w sposób naukowy, udowodnił na przykład, że okręty i statki w konwoju są znacznie bezpieczniejsze niż pojedyncze jednostki. W tym czasie argumentował także, również tu posługując się obliczeniami badań operacyjnych, że bombardowanie strategiczne (naloty dywanowe) nie przynosi zamierzonych efektów ani pod względem niszczenia morale przeciwnika, ani pod względem redukcji jego potencjału przemysłowego. Ponieważ taki punkt widzenia był dokładnie przeciwny ówczesnej doktrynie Aliantów, Blackett był stopniowo odsuwany w cień. Po wojnie oficjalna analiza skuteczności bombardowania strategicznego („Strategic Bombing Survey”) pokazała, że Blackett miał rację.
Pod koniec lat czterdziestych Blackett stał się bardzo znany z powodu jego radykalnych jak na tamte czasy poglądów politycznych – uważał między innymi, że Wielka Brytania nie powinna prowadzić badań nad bronią jądrową, a także, że Anglia miała moralną obligację aby poprawić naukową i technologiczną sytuację w jej byłych koloniach (szczególnie w Indiach). Uważał się za socjalistę i często wypowiadał się na rzecz angielskiej partii laburzystowskiej.
W roku 1947 Blackett opracował teorię wyjaśniającą istnienie pola magnetycznego Ziemi, powstającego dzięki jej obrotom, z nadzieją na zunifikowanie teorii elektromagnetycznej i grawitacyjnej. W tym czasie zaprojektował i budował serię czułych magnetometrów w celu sprawdzenia tej teorii, ale ostatecznie doszedł do wniosku, że jest ona nieprawdziwa. Niemniej jego eksperymenty poprowadziły go w kierunku badań geofizycznych nad paleomagnetyzmem, co zaowocowało wieloma silnymi dowodami na rzecz teorii wędrówki kontynentów Alfreda Wegenera.
Odznaczony Orderem Zasługi, Orderem Towarzyszy Honoru i amerykańskim Medalem za Zasługi. Laureat Medalu Copleya.